# Sen no Rikyū
Sen no Rikyū (千利休, 1522 - 21. april 1591), znan tudi kot Rikyū, velja za zgodovinsko osebnost, ki je najbolj vplivala na čanoju, japonsko »pot čaja«, zlasti na tradicijo vabi-ča (preprost in strog tip čajnega obreda). Bil je tudi prvi, ki je poudaril več ključnih vidikov obreda, med drugim kmečko preprostost, neposreden pristop in iskrenost samega sebe. Ti vidiki čajnega obreda, ki izvirajo iz obdobja Sengoku in obdobja Azuči-Momojama, so se ohranili. Z japonsko čajno tradicijo se je uvedel v vzhodno filozofijo in čajne obrede postavil na strožjo in globljo filozofsko podlago. Rikyū je pisal tudi poezijo in se ukvarjal z ikebano.
Obstajajo tri iemoto (sōke) ali »glavne hiše« japonskega načina pitja čaja, ki izhajajo neposredno od Rikyūja: Omotesenke, Urasenke in Mušakōdžisenke, ki so vse tri posvečene prenašanju naukov ustanovitelja Rikyūja.

## Zgodnje življenje
Rikyū se je rodil v mestu Sakai v današnji prefekturi Osaka. Njegov oče Tanaka Johei (田中與兵衛) je bil lastnik skladišča, ki se je ukvarjal s trgovino z ribami in je želel, da se mu sin pridruži v poslu. Rikyū je ponudbo zavrnil in je namesto tega začel iskati modrost in razumevanje samega sebe. Njegova mati je bila Gesšin Mjōčin (月岑妙珎). Njegovo otroško ime je bilo Joširo 與四郎).
Kot mladenič je Rikyū študiral čaj pri meščanu Sakaja, Kitamukiju Dōčinu (1504-62). Pri devetnajstih letih se je po Dōčinovi zaslugi začel učiti čajne umetnosti pri Takeno Džōōdžu, ki je povezan z razvojem estetike wabi v čajnem obredu. Od zenovskega duhovnika Dairina Sōtōja (1480-1568) iz templja Nanšūji v Sakaiju naj bi prejel budistično ime Sōeki (宗易). Približno pri enaindvajsetih letih se je poročil z Hōšin Mjōdžu. Rikyū se je usposabljal v templju Daitoku-dži v Kjotu. O njegovih srednjih letih ni veliko znanega.

## Poznejša leta
Leta 1579, pri 58 letih, je Rikyū postal čajni mojster pri Odi Nobunaga. Po njegovi smrti leta 1582 pa je postal čajni mojster pri Tojotomiju Hidejošiju. Njegov odnos s Hidejošijem se je hitro poglobil in vstopil je v krog njegovih zaupnikov ter postal najvplivnejša osebnost v svetu čanoja.  Ker je leta 1585 potreboval dodatna pooblastila za vstop v cesarsko palačo, da bi lahko pomagal na čajnem srečanju, ki ga je Hidejoši priredil za cesarja Ōgimačija, mu je cesar podelil budistično svetniško ime in naziv "Rikyū Kodži" (利休居士). Še en pomemben Hidejošijev dogodek čanoju, pri katerem je imel Rikyū osrednjo vlogo, je bil veliki čajni obred Kitano, ki ga je Hidejoši leta 1587 organiziral v svetišču Kitano Tenman-gū.
V svojih poznejših letih je Rikyū začel uporabljati zelo majhne, rustikalne čajne sobe, imenovane sō-an ('travnata puščava'). Primer takšne sobe, ki jo je zasnoval je čajna soba z dvema tatamijema, imenovana Tai-an, ki je danes na ogled v templju Mjōki-an v Jamazakiju, v predmestju Kjota. Ta je bila razglašena za nacionalno bogastvo. Razvil je tudi številne pripomočke za čajni obred, med drugim posode za rože, čajne skodelice in naslonjala za pokrov iz bambusa. Uporabljal je tudi vsakdanje predmete, pogosto na nove načine.
Čajne skodelice Raku so nastale v sodelovanju z izdelovalcem ploščic Raku Čōdžirō. Rikyū je imel raje preproste, rustikalne predmete, izdelane na Japonskem, kot drage kitajske predmete, ki so bili takrat v modi. Čeprav ni izumitelj filozofije vabi-sabi, ki išče lepoto v preprostosti, je Rikyū med najbolj odgovornimi za njeno popularizacijo, razvoj in vključitev v čajni obred. Ustvaril je novo obliko čajnega obreda z uporabo zelo preprostih instrumentov in okolja. Ta in njegova druga prepričanja in nauki so postali znani pod imenom sōan-ča (puščavniški slog čanoju s travnato streho) ali bolj splošno vabi-ča. Ta linija čanoju, ki so jo nadaljevali njegovi potomci in privrženci, je bila priznana kot Senke-rjū (千家流, "šola hiše Sen").
Rikyū je bil tudi pisatelj in pesnik in je o posodi in njeni povezanosti s čajnim obredom dejal: »Čeprav si obrišeš roke in pobrišeš prah in umazanijo s posod, čemu je vsa ta naglica, če je srce še vedno nečisto?«
Njegova najpomembnejša učenca sta bila Nanbō Sōkei (南坊宗啓), duhovnik zena, in Jamanoue Sōdži (1544-90), meščan Sakaja. Še en izmed njegovih učencev je bil Furuta Oribe (1544-1615), ki je po Rikyūjevi smrti postal slavni čajni mojster. Nanbō je prvotni avtor knjige Nanpō roku, ki je zapis Rikyūjevih naukov. Obstaja teorija, da Nanbō sploh ni obstajal, in nekateri znanstveniki domnevajo, da je njegove zapise v resnici napisal samurajski književnik Tačibana Džicuzan (1655-1708), ki naj bi ta besedila našel in jih prepisal. Jamanouejeva kronika, Jamanoue Sōdži, ki (山上宗二記) podaja komentarje o Rikyūjevih naukih in stanju čanoju v času njenega nastanka.
Rikyū je imel več otrok, med njimi tudi sina, znanega kot Sen Dōan, in hčerko, znano kot Okame. Ta hči se je poročila s sinom Rikyūjeve druge žene iz prejšnjega zakona, znanega kot Sen Shōan. Zaradi številnih zapletenih okoliščin je Sen Šōan namesto Rikyūjevega zakonitega dediča Dōana postal oseba, ki je v tradiciji čanoju štela za drugo generacijo družine Sen.
Eden od njegovih najljubših vrtov naj bi bil v Čišaku-in v Kjotu.

## Smrt
Čeprav je bil Rikyū eden od Hidejošijevih najtesnejših zaupnikov, mu je Hidejoši zaradi bistvenih razlik v mnenjih in ker je bil preveč neodvisen, ukazal, naj stori obredni samomor. Leto prej, po obleganju Odavare (1590), so po Hidejošijevem ukazu mučili in obglavili njegovega slavnega učenca Jamanoue Sōdžija. Zgodovinarji še vedno razpravljajo o razlogih, zakaj je megalomanski vojskovodja naročil, naj si vrhunski mojster čaja vzame življenje, čeprav se zdi, da je bil vsaj eden od motivov ta, da Hidejoši ni mogel prenesti, da bi kdo tekmoval z njegovo slavo in kulturnim prestižem. Znano je, da je Rikyū leta 1591, star sedemdeset let, v svoji rezidenci v Hidejošijevi palači Jurakudai v Kjotu na 28. dan drugega meseca (po tradicionalnem japonskem lunarnem koledarju ali 21. aprila po sodobnem gregorijanskem koledarju) storil samomor.
Po navedbah Okakure Kakuzōja v Knjigi o čaju je bilo Rikyūjevo zadnje dejanje prirejanje izvrstnega čajnega obreda. Ko je postregel vsem gostom, jim je v pregled predložil vsak kos čajne opreme in kakemono, ki ga je Okakura opisal kot »čudovito pisanje starodavnega meniha, ki se ukvarja z minljivostjo vseh stvari«. Rikyū je vsakemu od gostov podaril kos opreme za spomin, razen sklede, ki jo je razbil, ko je izrekel te besede: »Nikoli več ne bo človek uporabljal te čaše, ki so jo onesnažile ustnice nesreče«. Ko so gostje odšli, je eden ostal kot priča Rikyūjeve smrti. Zadnje besede, ki jih je Rikyū zapisal kot posmrtno pesem, so bile v verzih, namenjene bodalu, s katerim si je vzel življenje:
[kitajski zapis]
人生七十　　　
力圍希咄
吾這宝剣
祖佛共殺
Dobrodošla pri tebi,
o meč večnosti!
Z Budo
in Darumo
si si utrl pot.
Ko je Hidejoši naslednje leto gradil svojo razkošno rezidenco v Fušimiju, je pripomnil, da si želi, da bi bila njena gradnja in dekoracija všeč Rikyū. Hidejoši je bil znan po svojem temperamentu in naj bi izrazil obžalovanje zaradi svojega ravnanja z Rikyūjem.
Rikyūjev grob se nahaja v templju Jukōin v kompleksu Daitoku-dži v Kjotu; njegovo posmrtno budistično ime je Fušin'an Rikyū Sōeki Kodži.
Številne šole japonskega čajnega obreda se vsako leto spominjajo Rikjūja. Šola Omotesenke se ga vsako leto spominja 27. marca, šola Urasenke pa 28. marca. Tri družine Sen (Omotesenke, Urasenke, Mushakōjisenke) izmenično organizirajo spominsko slovesnost 28. dne v mesecu v skupnem družinskem templju.

## Sedem Rikyūjevih učencev visokega stanu
Rikyū Shichitetsu (利休七哲) ("Sedem najpomembnejših učencev") je skupina sedmih visokih daimyōjev ali generalov, ki so bili tudi neposredni učenci Sen no Rikyūja: Maeda Tošinaga, Gamō Ujisato, Hosokawa Tadaoki, Furuta Oribe, Makimura Tošisada, Dom Justo Takayama in Shimayama Munetsuna. Sedemčlansko zasedbo je prvič omenil Rikyūjev vnuk Sen no Sōtan. Na Sōtanovem seznamu iz leta 1663, je Maedo Toshinago zamenjal Seta Masatada.

## V popularni kulturi
Rikyū (利休, 1989) je film Hirošija Tešigahare o mojstru. Film se osredotoča na pozne faze Rikyūjevega življenja v zelo nemirnem obdobju Sengoku na Japonskem. Film je prejel številne nagrade.
Smrt čajnega mojstra (千利休 本覺坊遺文, Sen no Rikyū: Honkakubô ibun, znan tudi kot Sen no Rikyū: Honkakubo's Student Writings) je biografski dramski film iz leta 1989, ki ga je režiral Kei Kumai in v katerem je glavno vlogo odigral Toshiro Mifune. Film temelji na dogodkih, povezanih z njegovim ritualnim samomorom. Film je bil uvrščen v glavni tekmovalni program 43. mednarodnega filmskega festivala v Benetkah, kjer je prejel Srebrnega leva.
Hyouge Mono (へうげもの, 'šaljivi kolega') je manga, ki jo je napisal in ilustriral Yoshihiro Yamada. Hyōge Mono je izmišljena pripoved o obdobju, v katerem je živel Sen no Rikyū, in o tem, kako blizu je bila čajna kultura svetu politike. Knjiga je prejela več stripovskih nagrad, leta 2011 pa je bila prirejena v serijo animejev.
Ask This of Rikyū (利休にたずねよ, Rikyū ni tazuneyo) je leta 2013 posnel Mitsutoshi Tanaka, v njem pa igrajo igralec Kabukija Ichikawa Ebizō XI, Rei Dan, Akira Emoto in Seiji Fukushi. Film temelji na romanu Keničija Jamamota.
Sen no Rikyū je lik v franšizi Sengoku Basara, predstavljen v igri Sengoku Basara 4 iz leta 2015. Rikyū je upodobljen z dvema razcepljenima osebnostima - mirnim in elegantnim Wabisukejem ter nespoštljivim in agresivnim Sabisukem. S tem se sklicuje na filozofijo wabi-sabi, ki jo je dejanski Rikyū populariziral. V igri je Rikyū nekdanji čajni mojster Toyotomija Hideyoshija in je na begu, potem ko mu je Hideyoshi ukazal, naj naredi obredni samomor.
Sen no Rikyū je eden od glavnih likov v filmu Cvetje in meč (Hana Ikusa (花戦さ, 'Vojna cvetja')), tragikomičnem filmu Tetsua Shinohare iz leta 2017. Vlogo Rikyūja igra Kōichi Satō.
Sen no Rikyū je bil kot igralni lik dodan igri Fate/Grand Order leta 2022 v dogodku GUDAGUDA 7 kot služabnik. V igri je prikazan kot ženska, oblečena v tradicionalna japonska oblačila z belimi in sivimi lasmi. Animacija prikazuje, kako pripravlja čaj in ga postreže sovražniku, preden mu škoduje.